# Mistrzostwa Świata w Piłce Nożnej 2010 (eliminacje strefy AFC)/Grupa 2
W Grupie 2 eliminacji do MŚ 2010 biorą udział następujące zespoły:
- Japonia
- Bahrajn
- Oman
- Tajlandia

## Tabela
| Miejsce | Drużyna   | Mecze | Punkty | Zwyc. | Rem. | Por. | Bramki |
| ------- | --------- | ----- | ------ | ----- | ---- | ---- | ------ |
| 1       | Japonia   | 6     | 13     | 4     | 1    | 1    | 12-3   |
| 2       | Bahrajn   | 6     | 11     | 3     | 2    | 1    | 7-5    |
| 3       | Oman      | 6     | 8      | 2     | 2    | 2    | 5-7    |
| 4       | Tajlandia | 6     | 1      | 0     | 1    | 5    | 5-14   |

## Wyniki
| 6 lutego 2008 | Oman | 0-1(0-1) | Bahrajn · Hubail 14' | Sultan Qaboos Sports Complex, Maskat Widzów: 28 tys. Sędzia: Lee |
|               |      |          |                      |                                                                  |

| 6 lutego 2008 | Japonia · Endō 20' · Ōkubo 53' · Nakazawa 66' · Maki 91' | 4-1(1-1) | Tajlandia · Winothai 21' | Stadion Saitama, Saitama Widzów: 35 130 Sędzia: Al Ghamdi |
|               |                                                          |          |                          |                                                           |

| 26 marca 2008 | Tajlandia | 0-1(0-1) | Oman · Al Ajmi 1' | Stadion Narodowy Rajamangala, Bangkok Widzów: 40 tys. Sędzia: Torky |
|               |           |          |                   |                                                                     |

| 26 marca 2008 | Bahrajn · Hubail 77' | 1-0(0-0) | Japonia | Stadion Narodowy, Ar-Rifa Widzów: 26 tys. Sędzia: Shield |
|               |                      |          |         |                                                          |

| 2 czerwca 2008 | Tajlandia · Chaikamdee 25' · Winothai 45' | 2-3(2-2) | Bahrajn · Isa 22' · Latif 34' · Mohamed Andan 57' | Stadion Narodowy Rajamangala, Bangkok Widzów: 15 tys. Sędzia: Sun |
|                |                                           |          |                                                   |                                                                   |

| 2 czerwca 2008 | Japonia · Nakazawa 10' · Ōkubo 22' · Nakamura 49' | 3-0(2-0) | Oman | Nissan Stadium, Yokohama Widzów: 46 764 Sędzia: Bashir |
|                |                                                   |          |      |                                                        |

| 7 czerwca 2008 | Oman · Mubarak 11' | 1-1(1-0) | Japonia · Endō 53' (k) | Royal Oman Police Stadium, Maskat Widzów: 6 500 Sędzia: Salleh |
|                |                    |          |                        |                                                                |

| 7 czerwca 2008 | Bahrajn · Isa 67' | 1-1(0-0) | Tajlandia · Thonglao 65' | Stadion Narodowy, Ar-Rifa Widzów: 21 tys. Sędzia: Basma |
|                |                   |          |                          |                                                         |

| 14 czerwca 2008 | Bahrajn · Aaish 41' | 1-1(1-0) | Oman · Al Ajmi 72' | Stadion Narodowy, Ar-Rifa Widzów: 25 tys. Sędzia: Al Fadhli |
|                 |                     |          |                    |                                                             |

| 14 czerwca 2008 | Tajlandia | 0-3(0-2) | Japonia · Tanaka 23' · Nakazawa 39' · K. Nakamura 89' | Stadion Narodowy Rajamangala, Bangkok Widzów: 25 tys. Sędzia: Albadwawi |
|                 |           |          |                                                       |                                                                         |

| 22 czerwca 2008 | Oman · Ali 58' 85' | 2:1(0:1) | Tajlandia · Sripan 3k' | Royal Oman Police Stadium, Maskat Sędzia: Mujghef |
|                 |                    |          |                        |                                                   |

| 22 czerwca 2008 | Japonia · Uchida 90' | 1:0(0:0) | Bahrajn | Stadion Saitama, Saitama Sędzia: Irmatow |
|                 |                      |          |         |                                          |